# Paradentalium pseudosexagonum
Paradentalium pseudosexagonum är en blötdjursart som först beskrevs av Gérard Paul Deshayes 1825.  Paradentalium pseudosexagonum ingår i släktet Paradentalium och familjen Dentaliidae. Inga underarter finns listade i Catalogue of Life.